# Danmarks historie
 Der er for få eller ingen kildehenvisninger i denne artikel, hvilket er et problem. Du kan hjælpe ved at angive troværdige kilder til de påstande, som fremføres i artiklen.
 For alternative betydninger, se Danmarks historie (flertydig). (Se også artikler, som begynder med Danmarks historie)
Danmarks arkæologiske historie begyndte ved slutningen af sidste istid. De seneste 12.000 år har det område, der i dag kendes som Danmark, været beboet af mennesker. Den egentlige historiske periode begyndte omkring 500 e.Kr., da folket danerne fremkom i skriftlige kilder (Jordanes og Procopius). Fra kristningen af danerne omkring år 960 eksisterede en kongemagt i Skandinavien, som omtrent beherskede det nuværende danske område: Portugal og det danske kongehus danner Europas ældste ubrudte regentlinje. Frederik 10. kan føre sin slægt tilbage til den oldenborgske slægt i det femtende århundrede, og derfra kan en række danske anelinjer føres tilbage til første halvdel af 900-tallet.
Danmarks historie har været påvirket af placeringen mellem Nordsøen og Østersøen: Danmark lå mellem Sverige og Tyskland og kæmpede med dem om overherredømmet i Østersøen. Med Sverige kæmpede Danmark længe om herredømmet over Skåne og Norge, og med Hanseforbundet, tyske fyrster og hertuger i lang tid om hertugdømmerne Slesvig (dansk len) og Holsten (tysk len). Desuden har Danmark i de sidste tusinde år ofte været i konflikt med Sverige og de tyske og gottorpske fyrster om deres landområder. Konflikter, som endte med afgivelsen af Skåne, Halland og Blekinge og Norge til Sverige og med afståelsen af Slesvig og Holsten til tyske stater. Ved afståelsen af Norge i 1814 beholdt Danmark de norske provinser Færøerne, Grønland og Island. Nordslesvig kom tilbage efter en folkeafstemning ved genforeningen i 1920, mens Island erklærede sig fri af personalunionen med Danmark i 1944.

## Forhistorie frem til sen Jernalder (500 e.Kr.)
De første sikre beviser på bosættelse er fra omkring 10.000 år f.Kr., hvor de første beboere i Danmark levede af at jage, fiske og samle. Ager- og husdyrbrug vandt indpas omkring 4000 år f.Kr., da landbruget kom til landet og det fik for alvor området til at udvikle sig, befolkningen voksede, og de første rigtige tegn på kultur og religionsdyrkelse begyndte at vise sig i form af stengrave og jættestuer. Samtidig med indførelsen af bronze i Danmark omkring 2000 f.Kr. begyndte en overklasse at dominere samfundet. De meget store og rigt udsmykkede grave vidner om det. Bronze var et kostbart metal. Omkring 500 f. Kr. blev samfundet ændret, da folk lærte at udvinde og anvende jern. Bønder kunne i mosen finde myremalm, der indeholdt jern, og selv frembringe gode, holdbare redskaber og våben. Jernalderen var præget af en markant befolkningstilvækst, da nye og bedre redskaber kunne opdyrke jorden bedre og bygge både. Handelen blomstrede, som fund af romerske smykker, mønter og våben vidner om.
Genetiske undersøgelser peger på flere migrationsbølger ind i det nuværende Danmark: I den mesolitiske periode blev der observeret en genetisk homogenitet blandt jæger-samlere, hovedsageligt af vesteuropæisk afstamning, i det nuværende Danmark over en periode på omkring 4.500 år. Ved begyndelsen af den neolitiske periode omkring 5.900 f.Kr. førte ankomsten af bønder af anatolsk afstamning til en brat befolkningsændring, der næsten fuldstændigt erstattede disse jæger-samlere. Omkring 1.000 år senere førte en anden stor migrationsbølge af mennesker af østeuropæisk steppeafstamning til en befolkning, der genetisk set var tættere på nutidens danskere, og til fremkomsten af enkeltgravskulturen.

## Danerne og vikingerne (500-1050 e.Kr.)
Om danernes oprindelse kan kun gisnes. Nogle kilder taler om, at danerne udgik af Sveas rod: at de vandrede ind fra Sverige. Hvis det er tilfældet, så har de ikke fortrængt den oprindelige befolkning, men har måske som en herskende klasse lagt de indfødte under sig og fortrængt den indfødte kultur. Den første danerkonge, som omtales i udenlandske kilder, hed Chlochilaicus, fortæller en krønikeskriver fra 590 e.Kr.
Noget tyder på, at Danmark på dette tidspunkt var præget af større herskabsområder eller høvdingedømmer, og måske var det allerede ved at være et samlet kongerige. Den 800 m lange Kanhavekanal, der blev gravet gennem Samsø cirka 700 e.Kr., vidner om en vis magt. Det gør bygningen af Dannevirke også: den har skullet beskytte et større område mod truslen fra sakserne mod syd.
Vi ved fra skriftlige kilder, at vikingerne hærgede løs i 793 og at klostret Lindisfarne blev plyndret af dem. De næste 250 år dominerede de skandinaviske vikinger store dele af Nordeuropa takket være deres hurtige og sødygtige langskibe. De bragte vikingernes til Amerika i vest og Det Kaspiske Hav i øst. Vikingerne plyndrede ikke kun, men handlede også i stor stil. Bl.a. hentede de trælle i Østeuropa og solgte dem i vest. De koloniserede og bosatte sig også i Normandiet og på Island, og de besatte store dele af England og gennemførte dansk lov (Danelagen) i området. Gorm den Gamle, der døde i 958, regner vi for den første danske konge: hans søn Harald Blåtand skrev det på Jellingstenene, hvor Harald også brystede sig af at have "gjort danerne kristne" ca. 960.

### Kristendommens indtog i Danmark
Vikingerne kom i tæt kontakt med andre folk og kulturer, og det var uundgåeligt, at de kom i kontakt med den hastigt voksende monoteistiske religion kristendommen. Historikere mener, at engelske missionærer allerede omkring 700 forsøgte at omvende de asatroende daner. Andre missionærer fortæller, hvor svært det var at vinde gehør hos de ugudelige vikinger. Det var missionæren Ansgar, der fik held til at oprette en kirke sågar i vikingernes største by, Hedeby. Men Ansgars projekt måtte opgives, og æren for at kristne danerne tilfaldt den tyske missionær Poppo, der hundrede år senere (omkring 960) døbte kong Harald Blåtand ved Poppostenen. Om det skyldtes Haralds sande, religiøse følelser er usikkert. Der var snarere tale om et forsøg på at beskytte sig under pavens og kristendommens kappe og undgå hellig krig fra Sydeuropa. Men den nye religions fredsbudskab bremsede ikke vikingernes krigs- og erobringstogter. Svend Tveskæg underlagde sig omkring år 1000 store dele af Norden og derefter hele England, der havde gjort oprør mod den danske overmagt. Hans søn Knud den Store formåede en tid at konsolidere vikingeimperiet, men tiden var ved at løbe fra vikingerne.

## Middelalderen

### Vikingeimperiets undergang
De danske vikingers stjerne var for nedadgående fra slutningen af Knud den Stores regeringstid. Norge rev sig fri i 1030, og med Knuds død i 1035 begyndte det store vikingeimperium for alvor at knage i fugerne, da England gik tabt. Da kong Knud den Stores søn Hardeknud døde i England i 1042, tilhørte den danske trone i en årrække den norske konge. Svend Estridsen, der var den nærmeste arving tog kampen op og vandt den danske trone i 1047, men Danmarks tid som dominerende magt i Nordeuropa var slut. Nu var Danmark et land på lige fod med nabolandene (se fig 2).

### Kirker og kongestrid
Svend Estridsens kongetid begyndte med hærgen og uro fra den norske kong Harald Hårderåde, men senere opnåede Danmark fred både indadtil og udadtil, og Svend kunne konsolidere og forstærke sin magt. Fem af Svend Estridsens sønner skulle blive konge de næste mange år. Helt uden problemer var tiden ikke. I 1086 blev Svends søn Knud den Hellige dræbt af utilfredse stormænd, og mordet indledte en længere kaotisk periode. Sandsynligvis følte stormændene, at kongen tiltog sig stadig større magt på deres bekostning. Kirken fortsatte gennem kristendommen at øge sin indflydelse. Kirkens stigende magt udmøntede sig bl.a. i indførelsen af tiende, kirkeskat. Takket være den stigende velstand kunne kirken manifestere sin magt langt tydeligere ved hjælp af de op imod 2000 stenkirker, der afløste trækirkerne i det 12. århundrede. I 1103 fik Erik Ejegod pavens tilladelse til at oprette et ærkebispesæde i Lund, og dermed blev den danske kirke frigjort af ærkebispesædet i Hamburg.
Efter en 30 år lang fredsperiode under Kong Niels (1104-1134) betød drabet på Erik Ejegods søn, Knud Lavard, at der kom 25 års borgerkrigslignende tilstande med fejder mellem slægter, der alle bejlede til tronen. Disse tilstande slutte først med Valdemar den Stores kroning som enekonge i 1157.

### Valdemarerne fra år 1157

#### Valdemar den Store
Med sejren over sin rival Svend Grathe i 1157 blev Valdemar den Store konge over hele Danmark og havde held til at konsolidere sig fra starten. Det afsluttede lang tids intern uro og indvarslede 100 års opgangstid for kongeriget. Uden en stærk, dansk kongemagt havde det slaviske folkeslag venderne i Nordtyskland hærget og bosat sig i det sydlige Danmark (byendelsen -itze på Lolland er sandsynligvis vendisk). Valdemar den Store indtog vendernes hovedby Arkona på Rügen og erobrede Rügen. Valdemars ven og fosterbroder, biskop Absalon, fik overdraget borgen ved byen Hafn, det senere København, og Saxo Grammaticus skrev Gesta Danorum, "Danernes bedrifter".
Under Knud 6. (1182-1202) havde Absalon meget stor indflydelse på styret. Økonomien blev væsentligt forbedret, og flere handelspladser kendes fra den tid. Danskerne handlede især med Østersøens hovedprodukt, silden. Politikken fra Valdemar den Stores tid blev dygtigt fortsat med korstog mod de slaviske folkeslag især i Baltikum, og i slutningen af 1100-tallet var Danmark det stærkeste land ved Østersøen med besiddelser fra Holsten over Nordtyskland til Estland. Det var populært at benytte kristendom og mission til at føre magtpolitik mod hedninger for at få støtte fra den magtfulde kirke og paven. Det lykkedes Valdemar den Store og Knud 6., der havde en biskop ved deres side. Det understreger, hvor godt samarbejdet mellem konge og kirke fungerede.

#### Valdemar Sejr
Østersøimperiet bestod dog ikke længe, for i 1223 blev Valdemar Sejr taget til fange af grev Henrik af Schwerin, der blev støttet af andre tyske fyrster og den tyske kejser. De tyske købstæder og fyrster var utilfredse med danskernes fremmarch i Østersøen, og som løsesum krævede de opgivelsen af Danmarks nordtyske besiddelser. Det accepterede Valdemar Sejr. Efter et nederlag til esterne i 1227 var det slut med de danske opgangstider i Østersøen. Valdemar Sejr nåede at indføre Jyske Lov.
De næste konger havde svært ved at hævde deres magt over for adel og kirke, og tyske fyrster forsøgte hele tiden at destabilisere Danmark. Da Christoffer 1. blev konge i 1252, var prisen for at bryde arvefølgen en lang række indrømmelser til stormændene. Kongemagten havde svært ved at hævde sig økonomisk og politisk, og efter Christoffer 1.'s død i 1259 var Danmark nærmest åbent for fjendtlige nordtyske fyrster og hertuger. Med Christoffer d. 1.'s søn, Erik Klipping, forværredes nedgangen. For at beholde kongemagten blev han som den første tvunget af stormænd til at afgive løfter, en såkaldt håndfæstning, og han devaluerede mønten. Deraf måske hans tilnavn "Klipping", fordi han "klippede" mønten.

#### Den kongeløse tid og Valdemar Atterdag
Til sidst måtte kong Erik Menved tvunget af udgifterne til kostbare lejehære i 1319 skaffe penge ved at pantsætte store dele af Danmark. Efter et interregnum på otte år formåede den nyvalgte danske kong Valdemar Atterdag fra 1340 at genrejse det skrantende danske kongerige. Selv ikke pesten i 1351 kunne stoppe Atterdag fra at generobre tabt land som Skåne i 1361 og fra at indløse pant for resten af riget. En strid med Hanseforbundet 1368-1370, der så med mistro på Atterdags succes, var dog lige ved at koste det hele igen, men gennem diplomatisk snilde og taktisk klogskab lykkedes det at splitte alliancen mod Danmark.

### Kalmarunionen
Valdemar Atterdag døde sønneløs, og hans femårige dattersøn, Oluf 2., blev valgt som konge. Olufs mor, Margrete 1., styrede reelt landet, og hun formåede at holde Hanseaterne væk med diplomati. En større bedrift var, at hun forenede hele Skandinavien gennem vedtagelsen af Kalmarunionen i 1397. Det skyldtes, at Sverige hellere ville regeres af hende end af den upopulære mecklenburger, kong Albrecht. Norge var allerede i 1380 kommet i personalunion med Danmark, da Oluf 2. var eneste arving efter den norske kong Håkon VI. Kalmarunionen udviklede sig hurtigt fra at være et samarbejde baseret på frivillighed til at være danske kongers undertrykkelse af de andre skandinaviske riger. Gennem det meste af det 15. århundrede forsøgte især svenskere uden held at opløse Kalmarunionen, men i 1523 efter Christian 2.'s stockholmske blodbad lykkedes det for Gustav Vasa i samarbejde med Lübeck at slå Christian 2. og genoprette Sverige som en selvstændig kongemagt. Kalmarunionen var død, men Norge og Danmark forblev i personalunion.

## Reformation, Adelsvælde og Svenskekrigene

### 1536 og Grevens Fejde
Som følge af længere tids utilfredshed opsagde adskillige adelige deres "huldskab og troskab" til kong Christian 2. og indsatte i stedet hans onkel, hertug Frederik, som kong Frederik 1. Det og Martin Luthers lære, var i de næste ti år grund til borgerkrig: Reformationen begyndte at spille en rolle under de komplicerede magtforhold.
Grevens Fejde er opkaldt efter grev Christoffer af Oldenburg, der stod i spidsen for det oprør, der krævede Christian 2. tilbage. Bondehære hærgede herregårdene mange steder i landet. Det blev til kamp mellem bøndernes/borgernes kandidat, Christian 2., og adelens kandidat, Frederik 1. Da Frederik 1. døde i 1533, blev han fulgt af Christian 3., der som ung hertug havde indført den lutherske lære i Slesvig og Holsten. Med hjælp fra sin holstenske feltherre, grev Johan Rantzau, og med støtte fra den danske adel lykkedes det i 1535-1536 den unge, protestantiske konge at vinde magten, og Danmark blev luthersk-evangelisk. Adelen opnåede en betydelig øget indflydelse: Kongerne skulle underskrive en såkaldt håndfæstning, der ofte blot tjente rigsrådet og adelens interesser.

### Konflikter mellem Danmark og Sverige
På trods af Kalmarunionens opløsning havde Christian 3. i 1536 overtaget et rige, der stadig var Østersøens og Nordens mest betydningsfulde magt med besiddelser i Norge, det sydlige Sverige, det strategisk vigtige Gotland og Øsel. Dette forhold var noget, den ambitiøse svenske kongemagt ikke kunne leve med. I 1563 indledtes efter længere tids kold krig Den Nordiske Syvårskrig. Resultatet blev uafgjort, men krigen var et forvarsel om, at Sverige ikke ville vente længe med at slå til mod Østersøens danske stormagt, hvis chancen skulle byde sig. Konfiskeringen af kirkegodset forstærkede for en tid kongemagten over for adelen og gjorde økonomien god og stabil, men i slutningen af 1500-tallet blev en stabil højkonjunktur afløst af økonomisk stagnation.

### Christian 4. og fejlslagen politik
Christian 4.'s kongetid er en af de mest beundrede i danskernes bevidsthed, og København viser talrige eksempler på hans store engagement og virkelyst. Men måske var hans ildhu for ustyrlig, for udenrigspolitisk blev hans regeringstid en af de værste i dansk historie. Efter en særdeles uheldig indblanding i den blodige trediveårskrig begyndte kong Christian 4. bevidst at tirre svenskerne, måske i ærgrelse over at Sveriges kong Gustav Adolf havde væsentlig større succes i sin kamp for den protestantiske sag i Tyskland end Christian. I 1643 fik svenskerne nok af de danske provokationer, og en svensk hær gik op i Jylland og tvang Danmark til at slutte Freden i Brömsebro. Danmark måtte afgive Gotland og Øsel, mens Halland midlertidigt blev underlagt svensk styre.
Christian 4.'s efterfølger, Frederik 3. ønskede at genvinde det, der var tabt til svenskerne, og da Sveriges krigsglade kong Karl 10. Gustav havde rodet sig ind i et formålsløst og kostbart felttog i Polen, så Danmark det som en chance. Men Danmark kunne ikke sejre over svenskerne i Nordtyskland, der hjulpet af en usædvanlig kold vinter kunne gå over isen til Sjælland, som blev indtaget med undtagelse af København. Danmark var ved at ophøre som nation, og kongen så ingen anden udvej end at afstå de kernedanske provinser Skåne med Bornholm, Halland og Blekinge ved Freden i Roskilde i 1658. Fredsslutningen forhindrede ikke den svenske konge i endnu et forsøg på at indtage København.

### Enevælde og revanchistisk politik
Kongen blev "i sin rede" og var stadig konge af Danmark-Norge. Nederlaget betød en styrkelse af kongemagten og et opgør med det adelsvælde, der havde haft stor indflydelse på dansk politik.
Mange borgere og bønder var utilfredse med adelens militære svigt under svenskekrigene, og i 1660 støttede stænderforsamlingerne kong Frederik 3. i indførelsen af enevælden. Det danske monarki, der var et valgkongedømme, hvor stænderforsamlinger valgte kongen, blev nu et regulært arvekongedømme. Forbilledet var tydeligvis Frankrig, og de næste par år blev der indført en række reformer, som skulle gøre Danmark til et mere centraliseret og effektivt styret land. Christian 5.'s Danske Lov fra 1683 og Ole Rømers arbejde med at standardisere mål- og vægtskalaer er gode eksempler. Målet var bl.a. at genrejse det svækkede Danmark og genvinde de tabte danske provinser. På kort tid lykkedes det Frederik 3. og Christian 5. at gøre Danmark til en kapabel stat igen, og Skånske Krig 1675-1679 blev indledt af Danmark for at genvinde Skåne. Selv om krigen ikke endte dårligt, var de europæiske stater ikke interesserede i, at Danmark skulle beherske Øresund, og fredsslutningen blev derefter. Da forsøget på at genvinde Skåne mislykkedes for anden gang i Den Store Nordiske Krig 1709-1720, måtte Danmark indse, at de tidligere danske provinser var tabt for altid.

## Lang fred, oplysningstid og kort krig med store følger

### Den florissante periode i fredstid
Efter flere hundrede år med krige, pest og dårlig økonomi, indtraf 80-år med fred og fremgang. Vel skulle Danmark betale af på en betydelig gæld efter fredsslutningen i 1720, men fra omkring 1750 begyndte en europæisk højkonjunktur at slå stærkt igennem i Danmark. Danmark lukrerede af at være neutral, mens de større stater, især Frankrig og England, udmattede hinanden i en række konflikter. Borgerskabets voksende betydning begyndte langsomt at spille en rolle i løbet af den sidste halvdel af det 18. århundrede. Derimod fik oplysningstiden i Danmark et specielt forløb med den sindssyge kong Christian 7.'s reformvenlige livlæge, Johann Friedrich Struensees korte regering. Den oplyste enevælde, som den fungerede bl.a. i Frankrig og Preussen, var et forbillede, og Danmark blev præget af franskmænd og tyskere i embedsstanden. Johan Hartvig Ernst Bernstorff, Andreas Peter Bernstorff og Christian Bernstorff var afgørende for den heldige danske politik. En vis tyskerlede og en spirende nationalfølelse begyndte at vise sig. Det udnyttede den nationalt sindede Ove Høegh-Guldberg, da han fik lagt tyskeren Struensee på hjul og stejle og tog magten i 1772. Han blev selv styrtet ved kronprins Frederiks (den senere Frederik 6.) kup i 1784.
Den ivrige søfart og den store handel med fjerne lande betød en udvidelse af Danmarks oversøiske besiddelser i Indien (Trankebar), Caribien (De dansk-vestindiske øer) og Afrika (Ghana) og udgjorde dermed et højdepunkt i Danmarks kolonitid.

### Landboreformer
Inden den Franske Revolution (en konsekvens af lang tids adelig arrogance og ligegyldighed over for de franske undersåtter) havde Danmark i 1788 besluttet at ophæve stavnsbåndet. Dermed fik fæstebønder muligheden for at blive frie. Det var især foranlediget af C.D.F. Reventlow. Selv om reformen ikke fik effekt med det samme, skabte den mulighed for, at driftige bønder kunne blive selvejere, og det gav markedet for fødevarer et enormt løft. Det var også et godt eksempel på, hvordan reformer fra oven kunne forhindre uro og utilfredshed i befolkningen.

### Det væbnede neutralitetsforbund og Napoleonskrigene
Det blev sværere at opretholde den indbringende neutralitet, da englænderne var utilfredse med den danske handel med Frankrig. For at kunne forsvare sin neutralitet indgik Danmark et væbnet neutralitetsforbund med Sverige og Rusland. Det valgte England at tolke som en krigserklæring. Englænderne tog på straffeekspedition mod Danmark, og admiral Nelson vandt Slaget på Reden ud for København i 1801. De næste år fortsatte Danmark med at forsvare sin neutralitet, men blev uden varsel angrebet af England i 1807, hvor hele den danske flåde blev stjålet eller ødelagt; englænderne var bange for, at den store stærke flåde skulle falde i hænderne på Napoleon. Danmark havde altid været en stor søfartsnation og havde nu mistet sit magtmiddel. Landet gik bankerot i 1813, og ved Freden i Kiel året efter måtte Danmark afgive tvillingeriget Norge til ærkerivalen Sverige på grund af Englands angreb. Poul Martin Møller siger med nogen ironi: "Danmark er et lidet fattigt land".

## Rigsdelingen i 1814
Efter mere end 400 år blev tvillingeriget Danmark-Norge delt i 1814, da den norske del blev afstået til Sverige som følge af Napoleonskrigene. Norge var en mindre folkerig del af tvillingeriget, men havde sikret tvillingeriget og kongen i København store indtægter fra naturrigdomme. Begge riger anvendte det danske sprog, i Norge kaldt "norsk" der udvikledes til bokmål, og de kulturelle bånd mellem de to adskilte lande blev holdt i hævd.

## Borgerskab, guldalder og Grundlov

### Danmarks nye rolle
Ved Wienerkongressen i 1814 bestemte de større magter Danmarks skæbne uden særlige hensyn til landet. Danmark var med et blevet et ubetydeligt land, der fuldstændig var underlagt de store magters vilje. Paradoksalt blev tiden en af de mest bemærkelsesværdige kulturperioder i dansk historie. Et væld af unge danske talenter inden for billedkunst, arkitektur, litteratur, ballet, digtning, filosofi m.m. fra begyndelsen af 1800-tallet til cirka 1850 gav den (omkring 1900) navnet Guldalderen. Det var, som om den nationale krise fik det bedste frem i Søren Kierkegaard, N.F.S. Grundtvig, H.C. Andersen, C.W. Eckersberg, Bertel Thorvaldsen, August Bournonville og H.C. Ørsted. To af dem var børn af borgerskabet i København, og de var del af en selvsikker nationalromantisk bevægelse, der også snart begyndte at blive politisk.

### Nationalliberalisme og vejen til Grundloven 1849
Mange af de unge skelede til udviklingen i de andre europæiske lande, hvor en bølge af nationalliberale bevægelser krævede frie forfatninger og frihed for det fremmedherredømme, som ofte forekom i de gamle monarkier:
I 1830 udbrød en nationalliberal revolution i Frankrig, og flere i Danmark begyndte at stille krav. For at imødekomme krav fra borgerskabet udkastede kongemagten forslag om genoprettelse af stænderforsamlingerne rundt om i landet. Nu også med borgere og bønder. Da arbejdet trak ud, og kongen kun var villig til at lade forsamlingerne være rådgivende, bredte utilfredsheden sig. Få ville have en gammeldags stænderforsamling, hvor adelen og de store grundejere skulle nyde privilegier på bekostning af bønder og borgere. Kravet var frihed og lighed.
Stænderforsamlingerne blev en snebold, der fik lavinen til at rulle, for selv om de kun havde rådgivningsmagt, blev de et forum for åben debat og ivrige diskussioner om bl.a. frie forfatninger. Skuffelsen var stor, da den nye kong Christian 8. ikke indfriede forventningerne om en forfatning, da han kom til i 1839. I løbet af 1840'erne blev Danmark rigere og De Nationalliberale under ledelse af Orla Lehmann blev styrket, så da revolutioner brød ud over hele Europa i 1848, blev danskerne ansporet til at kræve forandringer, og den nye kong Frederik 7. underskrev Grundloven den 5. juni 1849 og accepterede at afgive magten. Det konstitutionelle monarki var indført.

### Det slesvigske spørgsmål
Det nationale element i den europæiske nationalliberale bevægelse skulle skabe problemer for Danmark og dets besiddelser i den dansk-tyske grænseregion. Mens Holsten som tysk len kun var beboet af tysktalende, boede der i Slesvig eller Sønderjylland, som var et dansk len, både dansk- og tysksindede. Her var en konflikt ved at bryde ud. I efterdønningerne af de europæiske revolutioner krævede slesvig-holstenere en fri forfatning, uafhængighed af Danmark, og Slesvigs optagelse i det tyske forbund. Ingen i Danmark var parat til at acceptere det, og Danmark gik i 1848 i krig mod hertugdømmernes oprørske befolkning. Efter Preussens udtræden af krigen lykkedes det for det nye danske demokrati at vinde over slesvig-holstenerne og forhindre Slesvigs løsrivelse.

## Det skrøbelige demokrati, nederlag og industrialisering
Junigrundloven havde med ét skabt en fri forfatning i Danmark, og landet domineredes af nationalliberale, der stod i centrum af folke- og landstinget med de konservative godsejere fra Højre og bøndernes repræsentanter Bondevennerne på hver sin side.

### Ny grundlov og endnu en krig
Slesvigs forfatningsmæssige status var uafklaret, og efter at det tyske forbund ophævede helstatsforfatningen i Holsten, besluttede Danmark at udskille det tyske Holsten fra Danmark, og indlemme Slesvig i Danmark med Novemberforfatningen fra 1863. Det var et brud på middelalderlige aftaler og London-protokollen fra 1852. Det gav Preussens kansler Otto von Bismarck mulighed for en militær indgriben, som endte med et totalt nederlag for Danmark. Grænsen til Tyskland lå nu ved Kongeåen lidt syd for Kolding, og det nationalliberale styre, der havde kastet Danmark ud i krigen mod Tyskland, afløstes af et konservativt styre de næste mange år.

### Industrialisering
Mottoet "Hvad udad tabes skal indad vindes" bruges ofte om perioden efter den tabte krig i 1864. Citatet skyldes den københavnske digter H. P. Holst, der i 1872 udtalte ordene.
Især landbruget blev udvidet, og en stor eksport til primært England blev en af hovedårsagerne til en økonomisk velstand, der også blev begunstiget af, at hele landet blev forbundet med jernbaner. Byerne eksploderede i vækst. I 1800 boede der 100.000 i København. Efter åbningen af voldene cirka 1850 og et byggeboom boede der omkring 1900 cirka en halv million. Den store industrialisering fik også konsekvenser politisk: en arbejderbevægelse begyndte at spire frem. Internationale, det senere Socialdemokrati, blev grundlagt i 1871 af Louis Pio. Det dominerende parti, Højre, hovedsageligt godsejere fandt sammen med en del bønder og tidligere Venstre-folk i skepsis mod arbejderklassen. Da Venstre fik flertal i Folketinget efter 1872, besluttede den godsejerdominerede regering under konseilspræsident J.B.S. Estrup at administrere landet uden om folketingsflertallet ved hjælp af provisoriske finanslove (provisorietiden 1875-94). Da Estrup gik af i 1894, beholdt Højre regeringsmagten til 1901.

## Systemskifte og verdenskrigene

### Folkestyre
I 1901 blev Danmark et folkestyre i vestlig forstand med indførelsen af parlamentarismen ved systemskiftet, da det lykkedes Venstres flertal i Folketinget at fratage Højre regeringsmagten. Det skete ved at fastholde Folketingets eneret til at vedtage finansloven (statsbudgettet). Dermed blev det folketingsflertallet, som satte rammerne for lovgivning og magtudøvelse i Danmark, og kongen kunne ikke vilkårligt indsætte en regering. Det blev dog ikke Venstres leder I.C. Christensen, men J.H. Deuntzer, som fik posten som regeringsleder. Allerede i 1906 mistede Venstre sit absolutte flertal i Folketinget, og siden har intet parti haft flertal alene, og Danmark er blevet regeret af samarbejdende partier. Den danske parlamentarismen lyder: en regering kan ikke fortsætte, hvis den har et flertal i Folketinget imod sig.

### Første verdenskrig
Danmark havde som et lille land op til 1. verdenskrig ført en meget målrettet væbnet neutralitetspolitik, men balancerede på en knivsæg, for landet var økonomisk tæt forbundet med England og havde Tyskland lige mod syd. Danmark havde store fæstningsværker omkring København og havde udvidet hæren og var forberedt på det værste. Heldigvis var Danmark ikke af strategisk betydning, og landet kunne redde sig igennem krigen. Det lykkedes at få gennemført demokratiet, da de danske kvinder fik stemmeret til Folketinget den 5. juni 1915. Efter Tysklands nederlag kunne Nordslesvig genforenes med resten af landet efter en folkeafstemning i Sønderjylland. Der forblev dog et dansk mindretal syd for den nye grænse og et tysk mindretal nord for den.

### Mellemkrigstid
Efter krigen skærpedes de politiske modsætninger mellem klasserne, og de liberale gik nu helt over til det tidligere Højre (nu det Konservative Folkeparti). Under den verdensomspændende, økonomiske krise i 30'erne, som også ramte Danmark meget hårdt, blev det Socialdemokratiet, der under Stauning og i samarbejde med de radikale regerede fra 1929 til 2. Verdenskrig. Det begyndte i løbet af 1930'erne at stå klart, at Europa meget vel kunne blive skueplads for en ny storkrig, men den danske hær blev ikke forøget, da det især var de radikales opfattelse, at det alligevel intet ville nytte mod den tyske hær Danmarks ringe størrelse og dårlige defensive landskab taget i betragtning.

### Anden verdenskrig
På trods af Danmarks erklæring om neutralitet ved indledningen af 2. verdenskrig og stik mod den ikke-angrebspagt, Danmark havde indgået med det nazistiske Tyskland, besatte tyske tropper Danmark den 9. april 1940. Besættelsen var usædvanlig ved at Folketinget fik tilladelse til at fortsætte lovgivningsarbejdet, og at regeringen blev siddende. Besættelsesmyndighederne overlod meget af den daglige administration til danske myndigheder. Hær, flåde og politi var under våben og i funktion. Efterhånden gjorde tyskernes pres det besværligt at opretholde en tålelig hverdag for befolkningen, og den 29. august 1943 trådte regeringen tilbage efter stor uro og strejker. Nazisterne tog magten over landet, og den 19. september arresteredes politiet, og al politimagt var på tyske hænder.
Det civile styre blev i nogen grad opretholdt gennem departementschefstyret til befrielsen den 5. maj 1945 og var med til at lette forholdene for befolkningen betragteligt. De to sidste krigsår voksede en modstandsbevægelse frem, som generede tysk krigsførelse tilstrækkeligt til, at Danmark blev betragtet som allieret ved krigens slutning. Det hjalp også, at det lykkedes at redde hovedparten af de danske jøder til Sverige ved en storstilet redningsaktion, så de undgik at blive deporteret til koncentrationslejre i Tyskland.

## Efterkrigstid og kold krig
Efter forgæves forhandlinger måtte de skandinaviske regeringer se i øjnene, at det ikke lod sig gøre at oprette et nordisk forsvarsforbund på grund af Sveriges insisteren på en neutral status. I stedet søgte Norge og Danmark optagelse i NATO, der blev dannet den 4. april 1949, mens Sverige og Finland erklærede sig neutrale. Danmark var blandt de stiftende lande i Forenede Nationer, men historien om at Danmark stillede store forventninger til organisationen er mødt med kritik. I dansksindede sydslesvigske foreninger og blandt visse danske politikere som venstre-statsministeren Knud Kristensen opstod der efter 1945 nye krav om en folkeafstemning om Sydslesvigs statslige tilhørsforhold. Et bredt flertal i Folketinget afviste det.
I 1953 blev Grundloven ændret: Grønland ophørte med at være en koloni. Landstinget blev nedlagt. Der skulle folkeafstemning forud for afgivelse af national suverænitet. Kvindelig arveret til den danske trone; Frederik 9.s ældste datter Margrethe kunne blive regent på bekostning af arveprins Knud.
I løbet af 1950’erne kom økonomien langsomt på fode igen, og regeringerne arbejdede videre på at skabe et trygt velfærdssamfund. Især kvindernes indmarch på arbejdsmarkedet blev skelsættende. Den stigende velstand betød, at selv almindelige mennesker kunne få råd til materielle goder: telefon, køleskab, bil, tv, charterrejse og efterhånden også parcelhus. Imens fortsatte afvandringen fra landområderne, og det fik to virkninger: industrien fik en betydelig arbejdskraftreserve, og landbruget blev tvunget til en hastig og omfattende mekanisering.
De moderne tider satte deres præg på landskabet. Markerne blev pløjet med traktorer og høstet med mejetærskere. Mange kystnære områder blev udstykket til sommerhusgrunde. Fra 1956 blev motorvejsnettet udbygget både på Øerne og i Jylland. Det gav gode vilkår for vognmandserhvervet, og stik mod alle forventninger overtog lastbilerne mere og mere af godstransporten i landet.
I 1973 blev Danmark medlem af EF, det senere EU. Samme år udbrød der krig mellem Israel og dets arabiske naboer, og derfor standsede de olieproducerende arabiske landes organisation, OPEC, produktionen af råolie. Den følgende usikkerhed og inflation gjorde verdensmarkedet ustabilt. Der fulgte en økonomisk nedgangstid, og Danmark måtte optage store lån i udlandet. Ved indgangen til 1980'erne havde Danmarks økonomi derfor store balanceproblemer: Lav vækst, høj arbejdsløshed, høj inflation samt underskud på betalingsbalancen og på de offentlige finanser. I løbet af 80'erne indførtes en klar fastkurspolitik, der efterhånden fik bugt med inflationsproblemet. Sidst i 1980'erne forsøgte regeringen ved hjælp af en meget stram økonomisk politik, blandt andet den såkaldte kartoffelkur, at vende betalingsbalanceunderskuddet til et overskud. Det lykkedes også i 1990, men på bekostning af at skabe en ret dyb lavkonjunktur, kendt som "de syv magre år" med stigende ledighed. Blandt andet som følge deraf gik denne tid under navnet fattig-firserne.

## Danmark efter 1990
Med østblokkens sammenbrud i 1989 blev Europa forandret med et slag. Men danskerne var tøvende over en stadig udvidelse af det europæiske unionsprojekt, hvilket et nej til Maastricht-traktaten i 1992 demonstrerede.
I løbet af 1990´erne fortsatte de økonomiske reformer. Udbredelsen af arbejdsmarkedspensioner og flere skattereformer, der nedsatte rentefradraget, skabte en større dansk opsparing. En aktiv arbejdsmarkedspolitik formindskede den strukturelle ledighed. Samtidig lykkedes det den socialdemokratiske regering under Poul Nyrup Rasmussen med den såkaldte "kickstart" også at nedbringe den konjunkturbetingede arbejdsløshed markant, og såvel udlandsgæld som offentlig gæld blev efterhånden mindre. I løbet af 90´erne indtog Danmark en stadig mere aktivistisk udenrigspolitik i forhold til tidligere og involverede sig internationalt med soldater i fredsskabende aktioner i Jugoslavien. Under Kosovokrigen i 1999 deltog danske jagerfly i bombardementet af serbiske, militære mål.
Som den første venstremand siden 1975 blev Anders Fogh Rasmussen statsminister ved valget i 2001. Valget handlede især om indvandring og flygtningepolitik. Dansk Folkeparti vandt stadig flere vælgere fra Socialdemokratiet. I 2004-08 var der igen højkonjunktur, arbejdsløsheden faldt til under 3 procent, og både den danske udlandsgæld og den offentlige nettogæld blev efterhånden helt afbetalt. Højkonjunkturen og den økonomiske politik førte dog også til en prisboble på boligmarkedet, der forstærkede problemerne i den efterfølgende finanskrise. I 2005 og 2007 vandt Anders Fogh Rasmussen igen folketingsvalgene. Han havde trukket flertallet af de danske soldater ud af Irakkrigen, som var blevet stadig mere upopulær i befolkningen. Danmark havde i 2010 stadig omkring 500 soldater i Afghanistan som led i Krigen mod terrorisme.
I 2009 blev Anders Fogh Rasmussen udnævnt til generalsekretær for NATO og finansminister Lars Løkke Rasmussen overtog regeringsmagten. Han tog initiativ til tilbagetrækningsreformen, men mistede posten som regeringsleder ved valget i 2011, hvor socialdemokraten Helle Thorning-Schmidt dannede regering med Det radikale Venstre og SF. Hun blev dermed den første kvindelige statsminister i Danmark.

## Fodnoter
1. ↑  Harald Hårfagre fra Vestfold? - Norgeshistorie
2. ↑  Jensen 2002, s. 45.
3. ↑  Kjersgaard & Glob 1969, s. 20+28+46.
4. ↑  Kjersgaard & Glob 1969, s. 50.
5. ↑  Scocozza & Jensen 1999, s. 30-34
6. ↑  Kjersgaard & Glob 1969, s. 70.
7. ↑  Hedeager 2002, s. 27-55
8. 1 2 3  Allentoft, M.E., Sikora, M., Fischer, A. et al. 100 ancient genomes show repeated population turnovers in Neolithic Denmark. Nature 625, 329–337 (2024). https://doi.org/10.1038/s41586-023-06862-3
9. ↑  Scocozza & Jensen 1999, s. 40.
10. 1 2  Scocozza & Jensen 1999, s. 41.
11. ↑  Deurs 1996, s. 57.
12. ↑  Deurs 1996, s. 60.
13. ↑  Deurs 1996, s. 71.
14. ↑  Deurs 1996, s. 73.
15. ↑  Deurs 1996, s. 93.
16. ↑  Scocozza & Jensen 1999, s. 81.
17. ↑  Scocozza & Jensen 1999, s. 83.
18. ↑  Albrectsen 1999, s. 98.
19. ↑  Albrectsen 1999, s. 91.
20. ↑  Albrectsen 1999, s. 190-191 & 194-197.
21. ↑  Etting 1998, s. 197-203.
22. ↑  Thiedecke 1999, s. 6-21.
23. ↑  Scocozza & Jensen 1999, s. 123.
24. ↑  Scocozza & Jensen 1999, s. 129.
25. ↑  Cramer-Petersen 1997, s. 9-16.
26. ↑  Thiedecke 1999, s. 40-43.
27. ↑  Scocozza & Jensen 1999, s. 141-142.
28. ↑  Cramer-Petersen 1997, s. 17-43.
29. ↑  Thiedecke 1999, s. 50-57.
30. ↑  Scocozza & Jensen 1999, s. 142-143 og 146.
31. ↑  Skougaard 2002, s. 37-45.
32. ↑  Thiedecke 1999, s. 60-63.
33. ↑  Scocozza & Jensen 1999, s. 152-154.
34. ↑  Scocozza & Jensen 1999, s. 162.
35. 1 2  Bech 1989
36. ↑  Scocozza & Jensen 1999, s. 188-190.
37. ↑  Scocozza & Jensen 1999, s. 191-192.
38. ↑  Lindeberg 1974, s. 8-9.
39. ↑  Scocozza & Jensen 1999, s. 202.
40. ↑  Lindeberg 1974, s. 218-219.
41. ↑  Scocozza & Jensen 1999, s. 211-214.
42. ↑  Rosenberg 1999a, s. 22-49.
43. ↑  Scocozza & Jensen 1999, s. 232-234.
44. ↑  Boss, Kofod & Johansen 1999, s. 58-62.
45. 1 2  Scocozza & Jensen 1999, s. 239-242.
46. ↑  Nielsen 2006, s. 18.
47. ↑  Scocozza & Jensen 1999, s. 239.
48. ↑  Hansen 2008, s. 82.
49. ↑  Hvidt 1990, s. 303.
50. ↑  Frederiksen, Olsen & Søndberg 2009, s. 161.
51. ↑  Genforeningsdag Arkiveret 24. maj 2011 hos  Wayback Machine på Grænseforeningens hjemmeside
52. 1 2  Nielsen 2006, s. 45.
53. ↑  Kirchhoff, Lauridsen & Trommer 2002, s. 45-46.
54. ↑  Kirchhoff, Lauridsen & Trommer 2002, s. .158
55. ↑  Rasmussen & Rüdiger 1990, s. 71.
56. ↑  Götz 2004, s. 73–96
57. ↑  Nissen 2004, s. 98.
58. ↑  Nissen 2004, s. 27.
59. ↑  Nissen 2004, s. 241.
60. ↑  Villaume 2005, s. 40+92.
61. 1 2  Andersen et al. 2008, s. 27.
62. ↑  Rasmussen 2004, s. 15.
63. ↑  Villaume 2005, s. 306.
64. ↑  Rasmussen 2004, s. 151+167.
65. ↑  Rasmussen 2004, s. 204.
66. ↑  Nielsen 2006, s. 151.